# Origen de la Luna

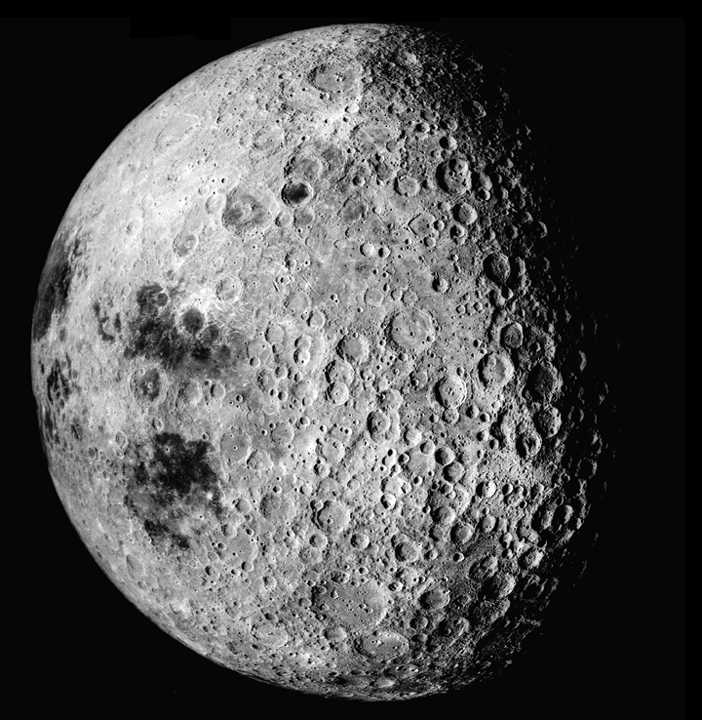
Cara oculta de la Luna, profusamente cubierta de cráteres

El origen de la Luna generalmente se explica por un cuerpo del tamaño de Marte que impactó la Tierra, formando un anillo de escombros que posteriormente se acumuló en un solo satélite natural, la Luna, pero también hay una serie de variaciones en esta teoría del gran impacto como explicaciones alternativas, y la investigación continúa sobre cómo surgió la Luna. Otros escenarios propuestos incluyen cuerpo capturado, fisión, formados juntos (teoría de la condensación, Sinesia), colisiones planetesimales (formadas a partir de cuerpos similares a asteroides) y teorías de colisión.
La hipótesis estándar de impacto gigante sugiere que el cuerpo del tamaño de Marte, llamado Tea, impactó la proto-Tierra, creando un gran disco de acrecimiento alrededor de la Tierra, que luego se acrecentó para formar la Luna. Esta colisión también resultó en el eje inclinado de 23.5° de la Tierra, causando así las estaciones del año. Las proporciones isotópicas de oxígeno de la Luna parecen ser esencialmente idénticas a las de la Tierra. Las proporciones isotópicas de oxígeno, que pueden medirse con mucha precisión, producen una firma única y distinta para cada cuerpo del sistema solar. Si Tea hubiera sido un protoplaneta separado, probablemente habría tenido una firma isotópica de oxígeno diferente de la proto-Tierra, al igual que el material mixto expulsado. Además, la relación de isótopos de titanio de la Luna (50Ti/47Ti ) parece tan cercana a la de la Tierra (dentro de 4 partes por millón) que poco o nada de la masa del cuerpo en colisión podría haber sido parte de la Luna.

## Formación

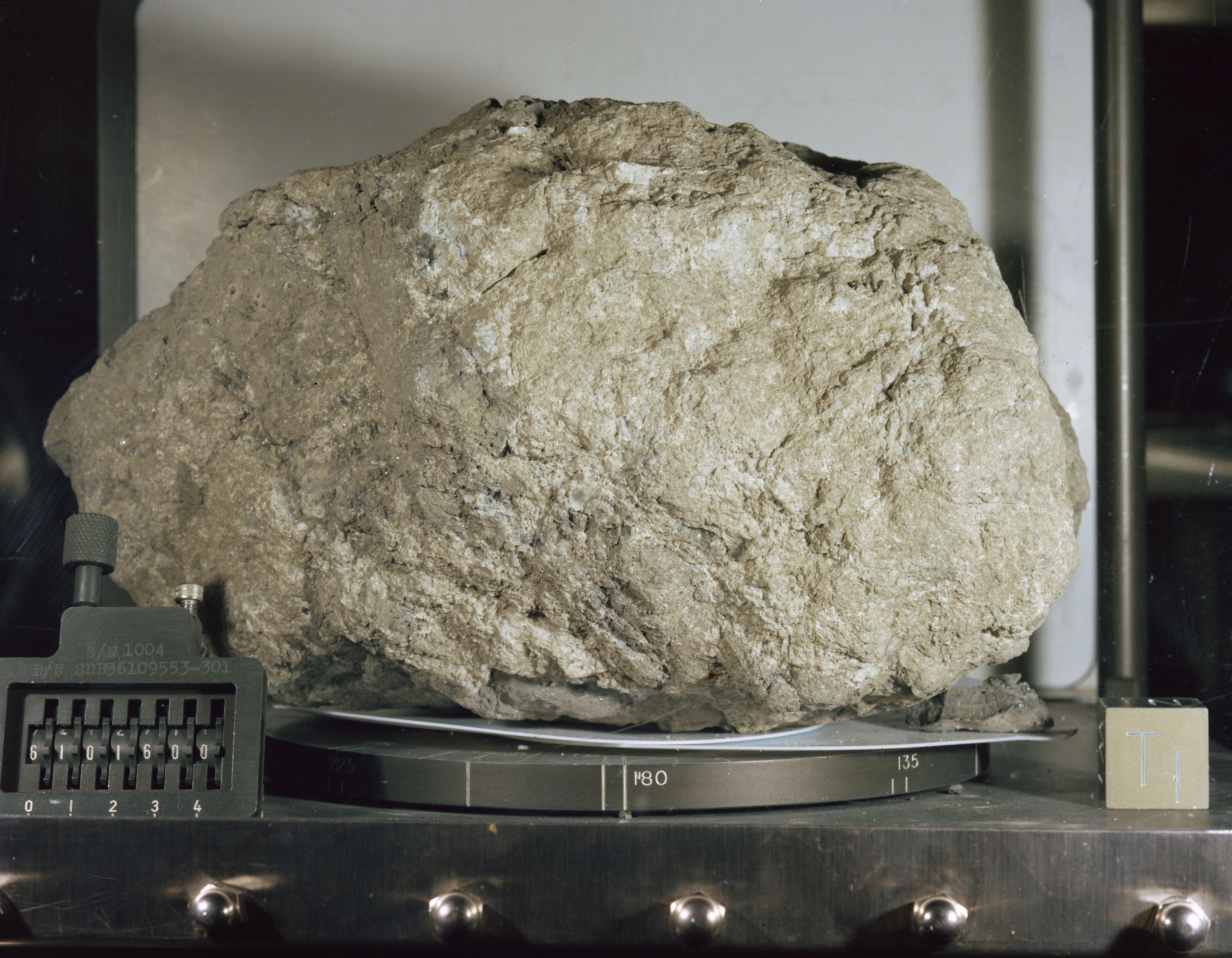
Muestra lunar 61016, más conocida como "Big Muley"

Se han afirmado algunas teorías que presumen que la proto-Tierra no tuvo grandes lunas al comienzo de la formación del Sistema Solar, hace 4600 millones de años, la Tierra era básicamente roca y lava. Tea, un protoplaneta temprano del tamaño de Marte, golpeó la Tierra de tal manera que expulsó una cantidad considerable de material lejos de la Tierra. Una parte de estas eyecciones escapó al espacio, pero el resto se consolidó en un solo cuerpo esférico en órbita alrededor de la Tierra, creando la Luna. 
La hipótesis requiere una colisión entre una proto-Tierra de aproximadamente el 90% del tamaño de la Tierra actual, y otro cuerpo del diámetro de Marte (la mitad del diámetro terrestre y una décima parte de su masa). A esta última a veces se la conoce como Tea, el nombre de la madre de Selene, la diosa de la Luna en la mitología griega. Esta relación de tamaño es necesaria para que el sistema resultante tenga un momento angular suficiente para que coincida con la configuración orbital actual. Tal impacto habría puesto suficiente material en órbita alrededor de la Tierra para finalmente haberse acumulado para formar la Luna. 
Las simulaciones por computadora muestran la necesidad de un golpe de mirada, lo que hace que una parte del colisionador forme un largo brazo de material que luego se corta. La forma asimétrica de la Tierra después de la colisión hace que este material se asiente en una órbita alrededor de la masa principal. La energía involucrada en esta colisión es impresionante: posiblemente billones de toneladas de material se habrían vaporizado y derretido. En partes de la Tierra, la temperatura habría aumentado a 10 000 °C.   
El núcleo de hierro relativamente pequeño de la Luna (en comparación con otros planetas rocosos y lunas en el Sistema Solar) se explica por el núcleo de Tea que se fusionó principalmente con el de la Tierra. La falta de volátiles en las muestras lunares también se explica en parte por la energía de la colisión. La energía liberada durante la reacreación de material en órbita alrededor de la Tierra habría sido suficiente para derretir una gran parte de la Luna, lo que llevaría a la generación de un océano de magma. 
La Luna recién formada orbitaba aproximadamente a una décima parte de la distancia que lo hace hoy, y gira en espiral hacia afuera debido a la aceleración de marea que transfiere el momento angular de las rotaciones de ambos cuerpos al movimiento orbital de la Luna. A lo largo del camino, la rotación de la Luna se bloqueó en la Tierra, por lo que un lado de la Luna se enfrenta continuamente hacia la Tierra. Además, la Luna habría chocado e incorporado los pequeños satélites preexistentes de la Tierra, que habrían compartido la composición de la Tierra, incluidas las abundancias isotópicas. La geología de la Luna desde entonces ha sido más independiente de la Tierra. 
Un estudio de 2012 sobre el agotamiento de los isótopos de zinc en la Luna apoyó el origen del gran impacto para la Tierra y la Luna.
En 2013, se publicó un estudio que indicaba que el agua en el magma lunar es indistinguible de la de las condritas carbonosas y casi igual que la de la Tierra en la composición isotópica.
La hipótesis del gran impacto fue nuevamente cuestionada en septiembre de 2013, con la creciente sensación de que los orígenes lunares son más complicados.
En noviembre de 2023 aparece un nuevo estudio en el que mediante simulaciones con computadora, y el estudio de cambio de velocidad de ondas sísmicas, se identifican dos grandes zonas del manto terrestre como material de otro cuerpo, presumiblemente Tea.

## Derivados de la hipótesis del gran impacto
Aunque la hipótesis del gran impacto explica muchos aspectos del sistema Tierra-Luna, todavía hay algunos problemas no resueltos, como que los elementos volátiles de la Luna no se agotan como se esperaba de un impacto tan energético.
Otro problema son las comparaciones de isótopos lunares y terrestres. En 2001, se publicó la medición más precisa hasta la fecha de las firmas isotópicas de las rocas lunares. Sorprendentemente, las muestras lunares del Apolo llevaban una firma isotópica idéntica a las rocas de la Tierra, pero diferente de otros cuerpos del Sistema Solar. Como se pensaba que la mayoría del material que entró en órbita para formar la Luna provenía de Tea, esta observación fue inesperada. En 2007, se mostró que la probabilidad de que Tea tenga una firma isotópica idéntica a la de la Tierra es muy pequeña (menos del 1 por ciento de probabilidad). Un análisis de los isótopos de titanio en las muestras lunares del Apolo mostró que la Luna tiene la misma composición que la Tierra, que entra en conflicto con la Luna que se forma lejos de la órbita de la Tierra. 

### Fusión de dos planetas
Para ayudar a resolver estos problemas, una nueva teoría publicada en 2012 plantea que dos cuerpos, cada uno cinco veces el tamaño de Marte, colisionaron, luego se volvieron a formar, formando un gran disco de escombros mezclados que finalmente formaron la Tierra y la Luna. El artículo se llamó "Forming a Moon with an Earth-like composition via a Giant Impact", por R. M. Canup.  

### Impactos múltiples
En 2017, los investigadores planetarios del Instituto Weizmann de Ciencias en Rehovot, Israel, ofrecieron una nueva teoría que sugiere que la Luna fue forjada en una violenta lluvia de escombros cósmicos que golpeó repetidamente a la incipiente Tierra durante millones de años. Determinaron que una serie de impactos más pequeños, que probablemente eran más comunes a principios del Sistema Solar, podrían hacer estallar suficientes rocas terrestres y tierra en órbita para formar una pequeña luna. A medida que los impactos repetidos creaban más bolas de escombros, las lunares podrían fusionarse con el tiempo en una luna grande.

### Hipótesis de Sinesia
En 2018, los investigadores de la Universidad de Harvard y la Universidad de California en Davis desarrollaron modelos informáticos que demuestran que un posible resultado de una colisión planetaria es que crea una sinesia, una masa de roca y metal vaporizado que forma un disco bicóncavo que se extiende más allá de la órbita lunar. La sinesia eventualmente se reducirá y enfriará para acretar el satélite y reformar el planeta impactado.

### Antiguos satélites
Otra posibilidad es que antes del impacto gigante, la Tierra tenía uno o más satélites normales que compartían su composición. Después del impacto, la Luna se formó más cerca de la Tierra que estos satélites, y luego salió en espiral, colisionando con ellos. (Si la Luna fuera más masiva que los otros satélites, su efecto de marea en la Tierra habría sido mayor, haciéndola girar hacia afuera más rápido). Esto llevó a que la Luna se cubriera con material con la misma composición que los satélites y, por lo tanto, también con la Tierra.    

## Otras hipótesis
| Densidad |                |
| Cuerpo   | Densidad g/cm³ |
| Mercurio | 5.4            |
| Venus    | 5.2            |
| Tierra   | 5.5            |
| Luna     | 3.3            |

### Captura
Esta hipótesis afirma que la Luna fue capturada por la Tierra. Este modelo fue popular hasta la década de 1980, y algunos puntos a su favor son el tamaño de la Luna, la órbita y el bloqueo de las mareas. La teoría de la captura no se puede descartar porque las rocas lunares indican que la Luna es al menos tan antigua como la Tierra. La Luna pudo ser en los albores del sistema solar un planeta con una órbita muy próxima a la de la Tierra hasta que se produjo una aproximación. Si la Luna hubiera surgido de una colisión no se estaría alejando como realmente ocurre y volvería a caer en la Tierra.[cita requerida]
Un problema es entender el mecanismo de captura. Un encuentro cercano de dos cuerpos planetarios típicamente resulta en colisión o trayectorias alteradas. Para que esta hipótesis funcione, podría haber una gran atmósfera alrededor de la Tierra primitiva, lo que ralentizaría el movimiento de la Luna al frenar en aerodeslizador antes de que pudiera escapar. Esa hipótesis también puede explicar las órbitas satelitales irregulares de Júpiter y Saturno. Sin embargo, esta hipótesis no explica adecuadamente las proporciones de isótopos de oxígeno esencialmente idénticas de los dos cuerpos.

Tierra y Luna a escala, 500 km por píxel

### Fisión
Esta es la hipótesis ahora desacreditada de que una Tierra antigua que gira rápidamente expulsó un pedazo de su masa. Esto fue propuesto por George Darwin (hijo del famoso biólogo Charles Darwin) en 1879 y conservó cierta popularidad hasta el programa Apolo. El geólogo austríaco Otto Ampherer en 1925 también sugirió la aparición de la Luna como causa de deriva continental.
Se propuso que el Océano Pacífico representara la cicatriz de este evento. Hoy se sabe que la corteza oceánica que constituye esta cuenca oceánica es relativamente joven, alrededor de 200 millones de años o menos, mientras que la Luna es mucho más antigua. La Luna no consiste en corteza oceánica sino en material de manto, que se originó dentro de la proto-Tierra en el Precámbrico.

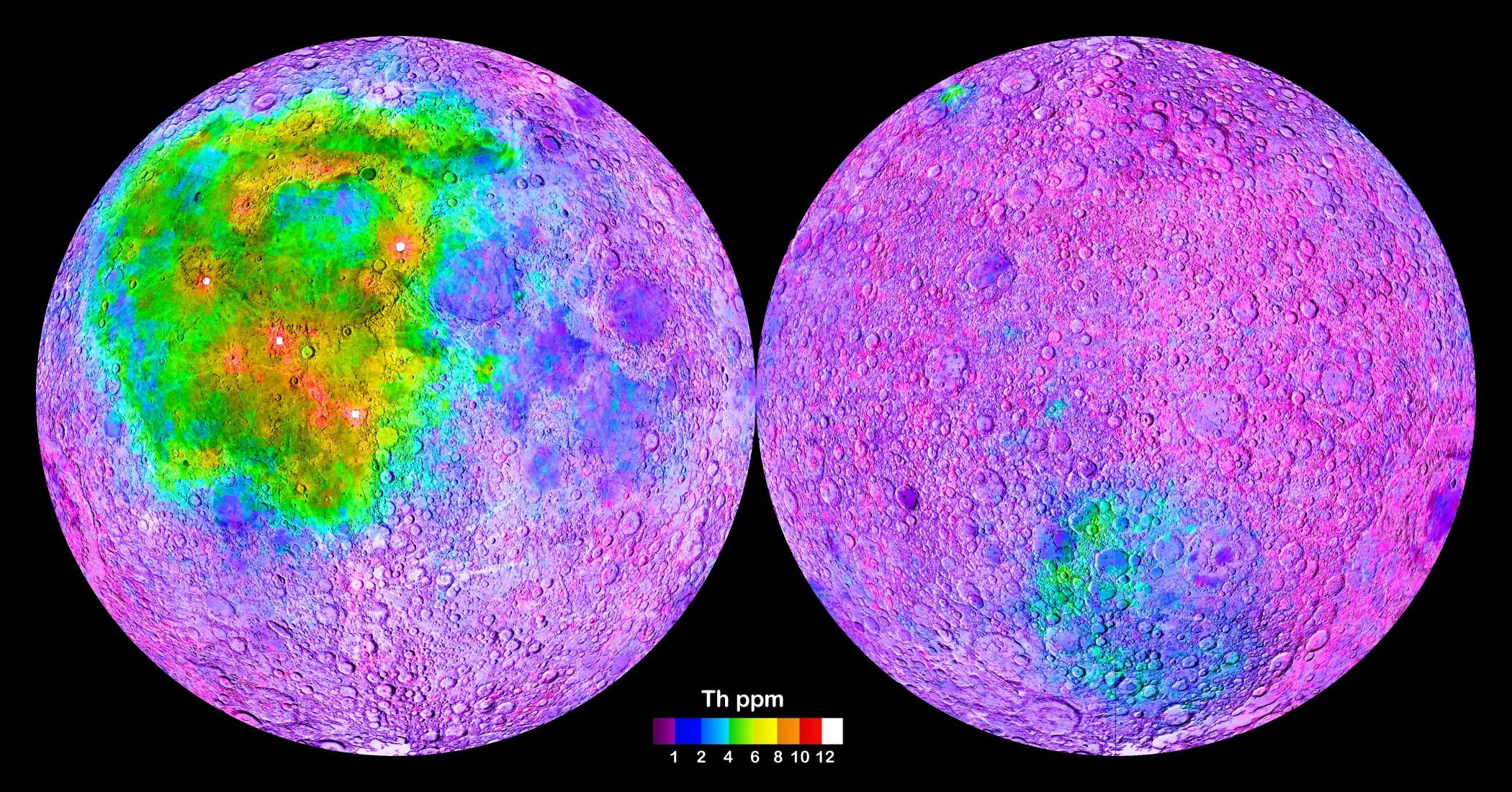
Concentraciones de torio en la Luna, según el mapa de Lunar Prospector

### Acreción
La hipótesis de la acumulación sugiere que la Tierra y la Luna se formaron juntas como un sistema doble a partir del disco de acumulación primordial del Sistema Solar o incluso un agujero negro. El problema con esta hipótesis es que no explica el momento angular del sistema Tierra-Luna o por qué la Luna tiene un núcleo de hierro relativamente pequeño en comparación con la Tierra (25% de su radio en comparación con 50% para la Tierra). 

### Explosión nuclear
Los científicos holandeses Rob de Meijer y Wim van Westrenen sugirieron en 2010 que la Luna podría haberse formado a partir de una explosión nuclear causada por la fuerza centrífuga de una proto-Tierra que giraba antes. La fuerza centrífuga habría concentrado elementos pesados como el torio y el uranio en el plano ecuatorial y en el límite entre el núcleo exterior de la Tierra y el manto. Si las concentraciones de estos elementos radiactivos fueran lo suficientemente altas, esto podría haber llevado a una reacción nuclear en cadena que se volvió supercrítica, causando una explosión nuclear que expulsa a la Luna en órbita. Este reactor de fisión nuclear natural se ha observado en la Tierra a una escala mucho menor. 

## Teorías y estudios adicionales

### 2011
En 2011, se teorizó que existía una segunda luna hace 4500 millones de años, y luego tuvo un impacto con la Luna, como parte del proceso de acreción en la formación de la Luna.

### 2013
Una hipótesis, presentada solo como una posibilidad, era que la Tierra capturó la Luna de Venus.

### 2017
La datación con uranio-plomo de los fragmentos de circón del Apolo 14 muestra que la edad de la Luna es aproximadamente 4.51 mil millones de años.

### 2020
Un equipo de investigadores del instrumento de radiofrecuencia en miniatura (Mini-RF) en la nave espacial Lunar Reconnaissance Orbiter (LRO) de la NASA concluyó que el subsuelo de la Luna puede ser más rico en metales, como hierro y titanio, más de lo que los científicos habían creído.

### 2024
Un estudio reciente (diciembre 2024) señala que la Luna es más vieja de lo que se creía, con una edad entre 4350 y 4510 millones de años (Ga), dependiendo de si se utilizan las edades de muestras de roca lunar completa o granos de circón individuales.